# Lei geral dos gases
Lei geral dos gases ou lei combinada dos gases é uma lei dos gases que combina a lei de Boyle, a lei de Charles e a lei de Gay-Lussac. Estas leis matematicamente se referem a cada uma das variáveis termodinâmicas com relação a outra enquanto todas as demais se mantenham constantes. A lei de Charles estabelece que o volume e a temperatura são diretamente proporcionais entre si, sempre e quando a pressão se mantenha constante. A lei de Boyle afirma que a pressão e o volume são inversamente proporcionais entre si a temperatura constante. Finalmente, a lei de Gay-Lussac introduz uma proporcionalidade direta entre a temperatura e a pressão, sempre e quando se encontre a um volume constante. A interdependência destas variáveis se mostra na lei combinada dos gases, que estabelece claramente que:
Matematicamente pode formular-se como:
{\displaystyle \qquad {\frac {PV}{T}}=K}
onde:
- P é a pressão
- V  é o volume
- T  é a temperatura absoluta (em kelvins)
- K  é uma constante (com unidades de energia dividido pela temperatura) que dependerá da quantidade de gás considerado.

Outra forma de expressar-se é a seguinte:
{\displaystyle \qquad {\frac {P_{1}V_{1}}{T_{1}}}={\frac {P_{2}V_{2}}{T_{2}}}}
onde pressão, volume e temperatura sejam medidas em dois instantes distintos 1 e 2 para um mesmo sistema.
Em adição à lei de Avogadro ao resultado da lei geral dos gases se obtém a lei dos gases ideais.

## Derivação a partir das leis dos gases
Lei de Boyle estabelece que o produto pressão-volume é constante:
{\displaystyle PV=k_{1}\qquad } [1]
A lei de Charles mostra que o volume é proporcional a temperatura absoluta:
{\displaystyle V=k_{2}T\qquad } [2]
A lei de Gay-Lussac diz que a pressão é proporcional à temperatura absoluta:
{\displaystyle P=k_{3}T\qquad } [3]
onde P é a pressão, V o volume e T a temperatura absoluta de um gás ideal.
Mediante a combinação de (2) ou (3) podemos obter uma nova equação com P, V e T.
{\displaystyle PV=k_{2}{k}_{3}{T}^{2}}
Definindo o produto de K2 por K3 como K4:
{\displaystyle PV=k_{4}{T}^{2}}
Multiplicando esta equação por (1):
{\displaystyle {(PV)}^{2}={k}_{1}k_{4}{T}^{2}}
Definindo k5 como o produto de k1 por k4, e reordenando a equação:
{\displaystyle {\frac {{(PV)}^{2}}{{T}^{2}}}={k}_{5}}
Tomando a raiz quadrada:
{\displaystyle {\frac {PV}{T}}={\sqrt {{k}_{5}}}}
Renomeando a raiz quadrada de k5 como K resulta a equação geral dos gases:
{\displaystyle {\frac {PV}{T}}=K}

## Constante universal dos gases
O valor de K=nR a uma atmosfera de pressão e a zero graus Celsius (273 K) para um volume de 22,4 litros (volume molar) de um gás ideal é a constante universal dos gases R:
{\displaystyle R={\frac {1\quad atm\quad 22,4\quad {L}/{mol}}{273\quad K}}=0,08205746\quad {\frac {atm\quad L}{mol\quad K}}}

## Aplicações
A lei geral dos gases pode ser utilizada para explicar a mecânica de processos que são afetados pela pressão, temperatura e volume. Por exemplo: os equipamentos de ar condicionado, os sistemas de refrigeração e a formação de nuvens.